# Suchá nad Parnou
Suchá nad Parnou je obec na Slovensku v okrese Trnava. Nachází se v Trnavské pahorkatině, sedm kilometrů severozápadně od Trnavy, zčásti v údolí potoků Podháj a Parná. Katastrální území obce se rozkládá v nadmořské výšce 161–231 m. Ve vsi se narodil básník, prozaik a publicista František Hečko a misionář, salesián Ján Ježovít.
Do padesátých let 20. století byl centrem vsi zámek, jenž byl dědičným sídlem rodu Pálffyů z Erdődu.

## Historie
První písemná zmínka o vesnici pochází z listiny o prodeji pozemků v Suché z roku 1251. Nicméně podle některých archeologických nálezů byla zdejší oblast osídlena již v neolitu.
Od 13. století patřila vesnice společně s řadou dalších do majetku pánů na Červeném Kameni. V tomto století byl zřejmě postaven i původní zdejší kostel. Ve 14. století už vlastnili vinice v katastru obce i měšťané z nedaleké Trnavy. Zachovala se listina, v níž uherský panovník Ludvík I. přikázal roku 1365 vrchnosti z Červeného Kamene, Svätého Jura a Modry, aby měšťanům nekladli překážky při obdělávání vinic.
Porážka uherských vojsk v bitvě u Moháče v roce 1526 a následné spory o uherskou korunu vedly k dlouhotrvajícím bojům o moc provázeným pustošením a loupeživými nájezdy osmanských Turků, kteří se roku 1575 zmocnili Červeného Kamene a loupili v jeho okolí. Tomuto řádění se nevyhnula ani Suchá nad Parnou.
V roce 1536 byla obec povýšena na městečko. V 16. století se zde usadili chorvatští osadníci.
V roce 1639 a opět pak 1809 získala Suchá nad Parnou jarmareční právo. Roku 1663 ji opět vyplenili Turci a počátkem 18. století povstalecké vojsko Františka Rákócziho. Koncem druhé světové války byl poškozen a následně zbourán Pálffyovský zámek.

## Pamětihodnosti
- V obci je Římskokatolický kostel svatého Martina z Tours z roku 1708, který stojí na místě původního gotického svatostánku postaveného zřejmě již v 13. století. Stavba svatyně pochází z let 1699–1700, barokní kostelní loď byla dokončena roku 1708. Z bývalého kostela zůstala masivní věž čtvercového půdorysu, jež obdržela v roce 1735 osmibokou přístavbu a poté byla barokně zastřešena. Hlavní oltář je barokní, z 18. století. K cenným památkám patří bohatě zdobená klasicistická kazatelna a barokní oltář sv. Jana Nepomuckého.[2] Farskou budovu nechal v letech 1871–1872 postavit hrabě Ján Pálffy.[4] Do zdejší farnosti patří i obce Košolná a Zvončín.
- Zámek, původně renesanční (připomíná se rok 1551),[2] poškozený koncem druhé světové války. Jeho zbourání v roce 1952 přežila pouze zadní hospodářská část s portálem z 18. století.
- Památník padlým z první světové války postavený roku 1928

## Významné osobnosti
- František Hečko (1905–1960), prozaik, básník, redaktor a publicista
- Viliam Turčány, básník, překladatel a literární vědec
- Silvester Taliga, salesián, knihovědec, pedagog[5]
- Ján Ježovít, salesián, misionář, tiskař[6]

## Galerie

Suchá nad Parnou
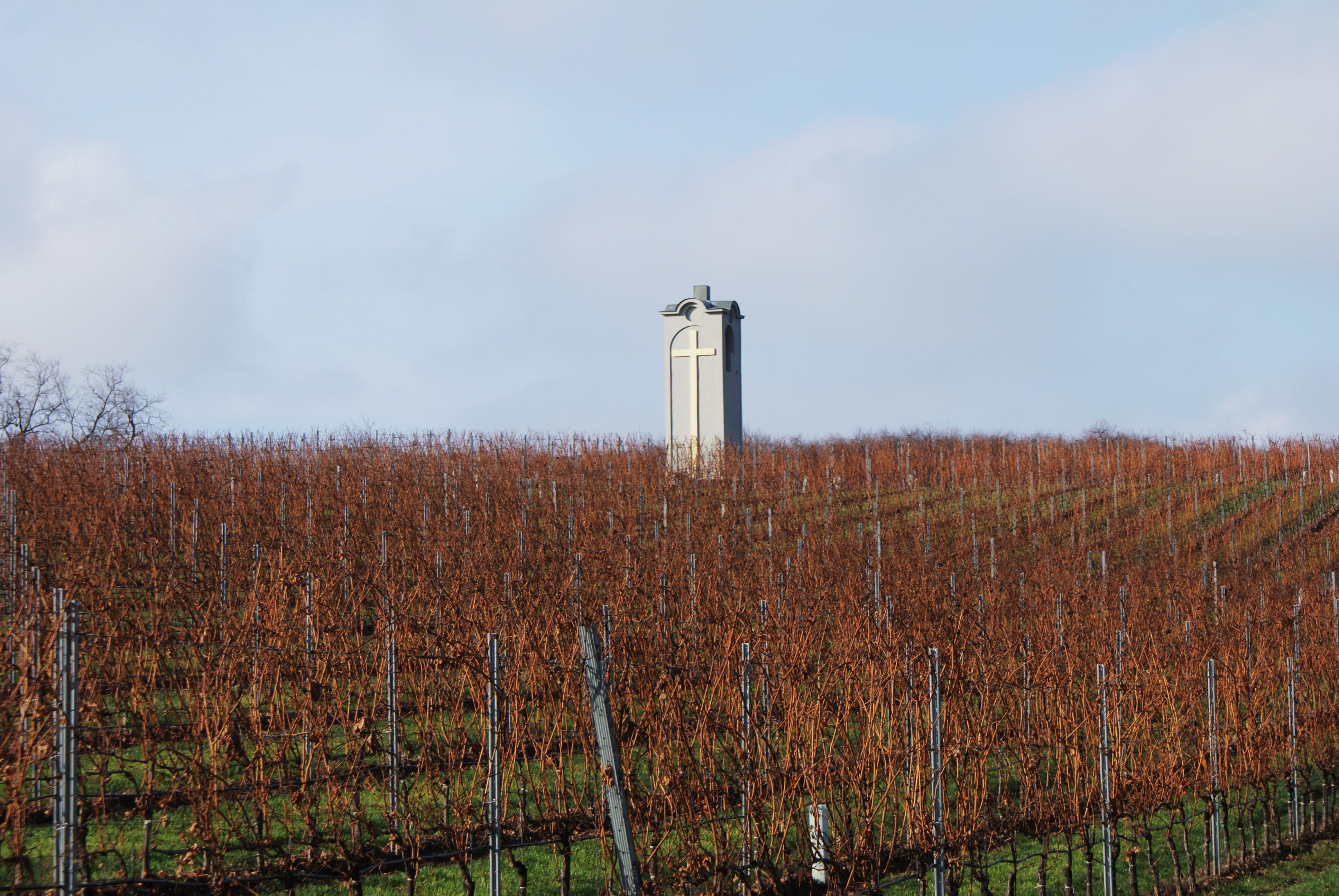
Vinohrad
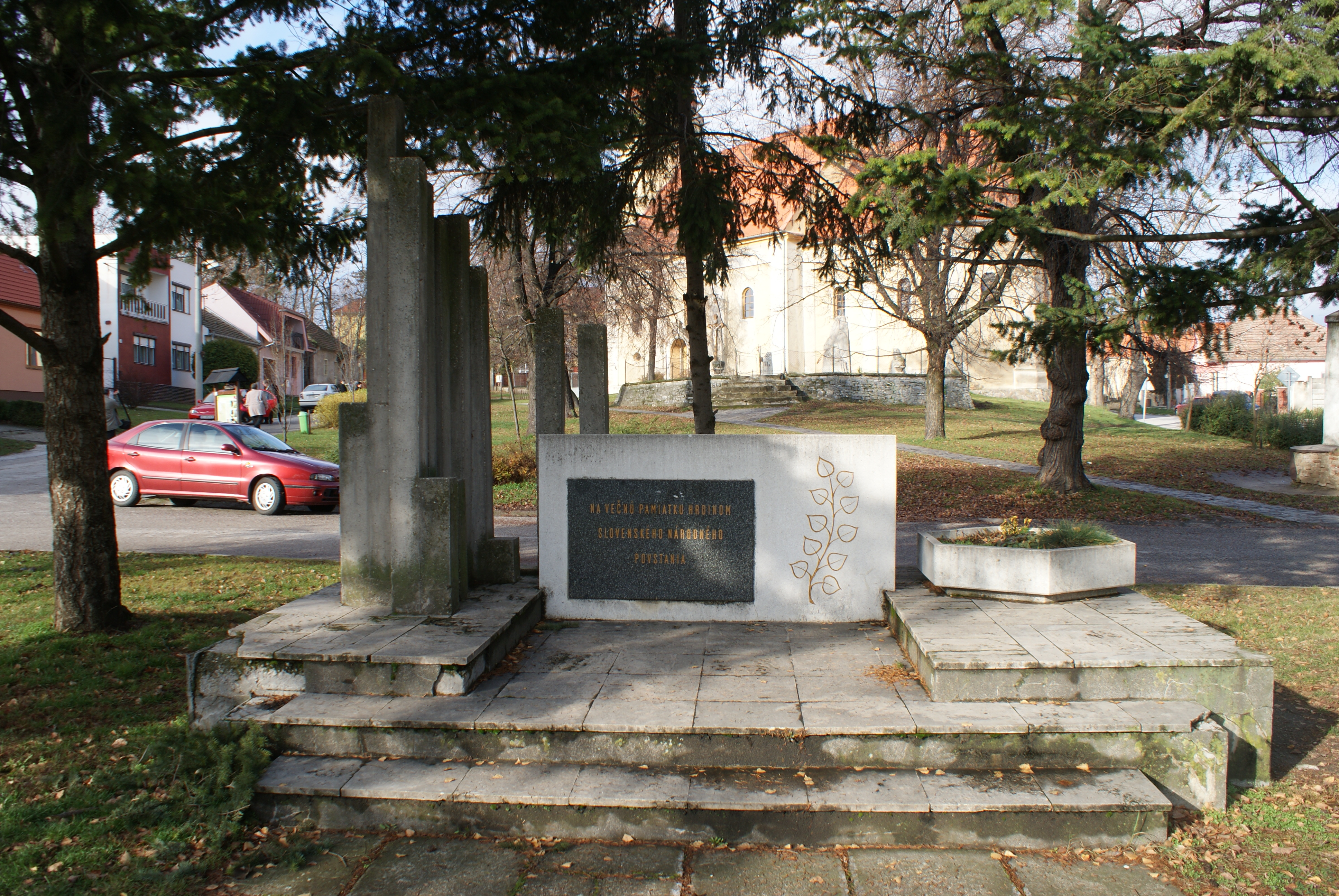
Památník SNP
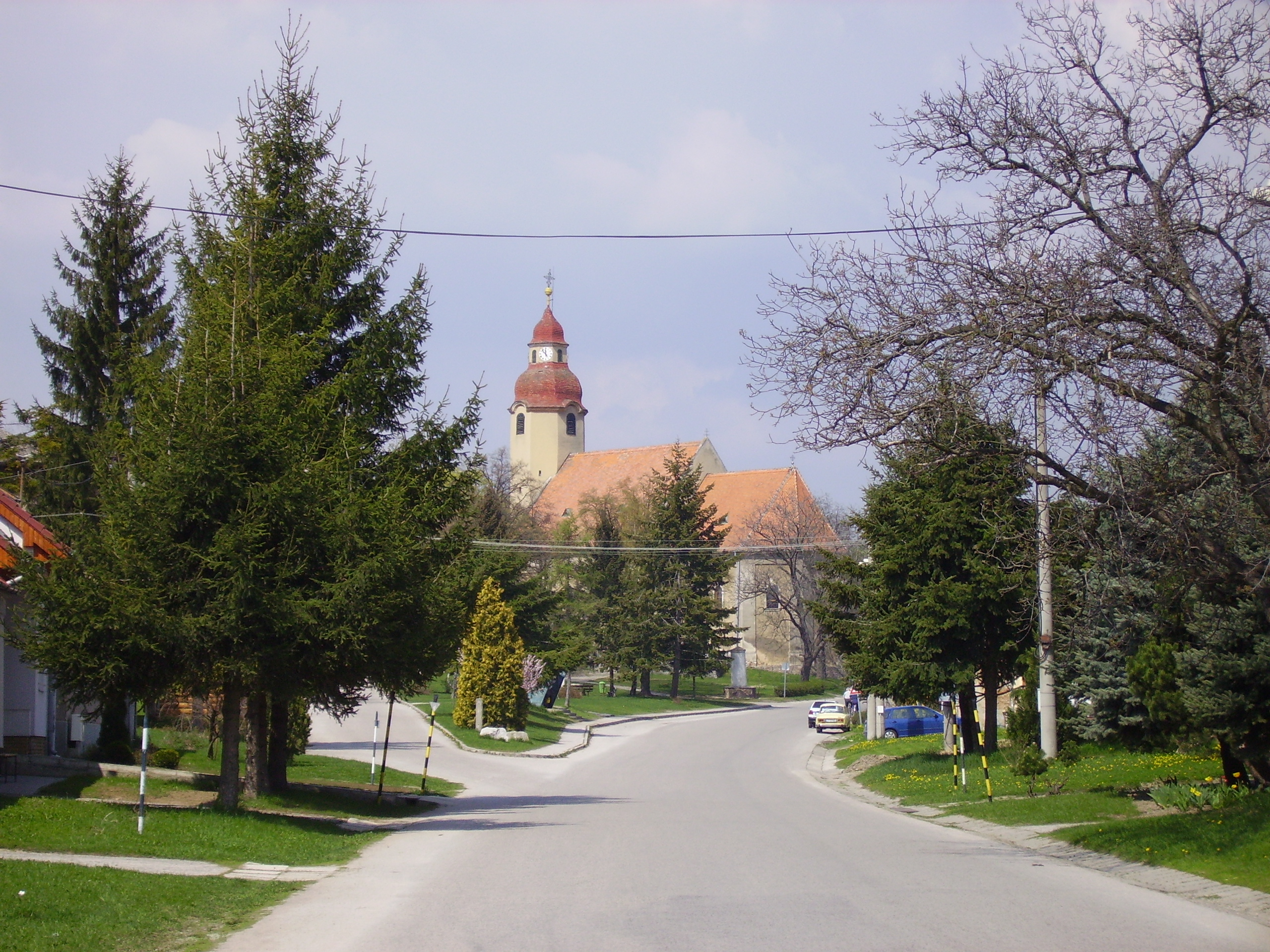
Hlavní silnice
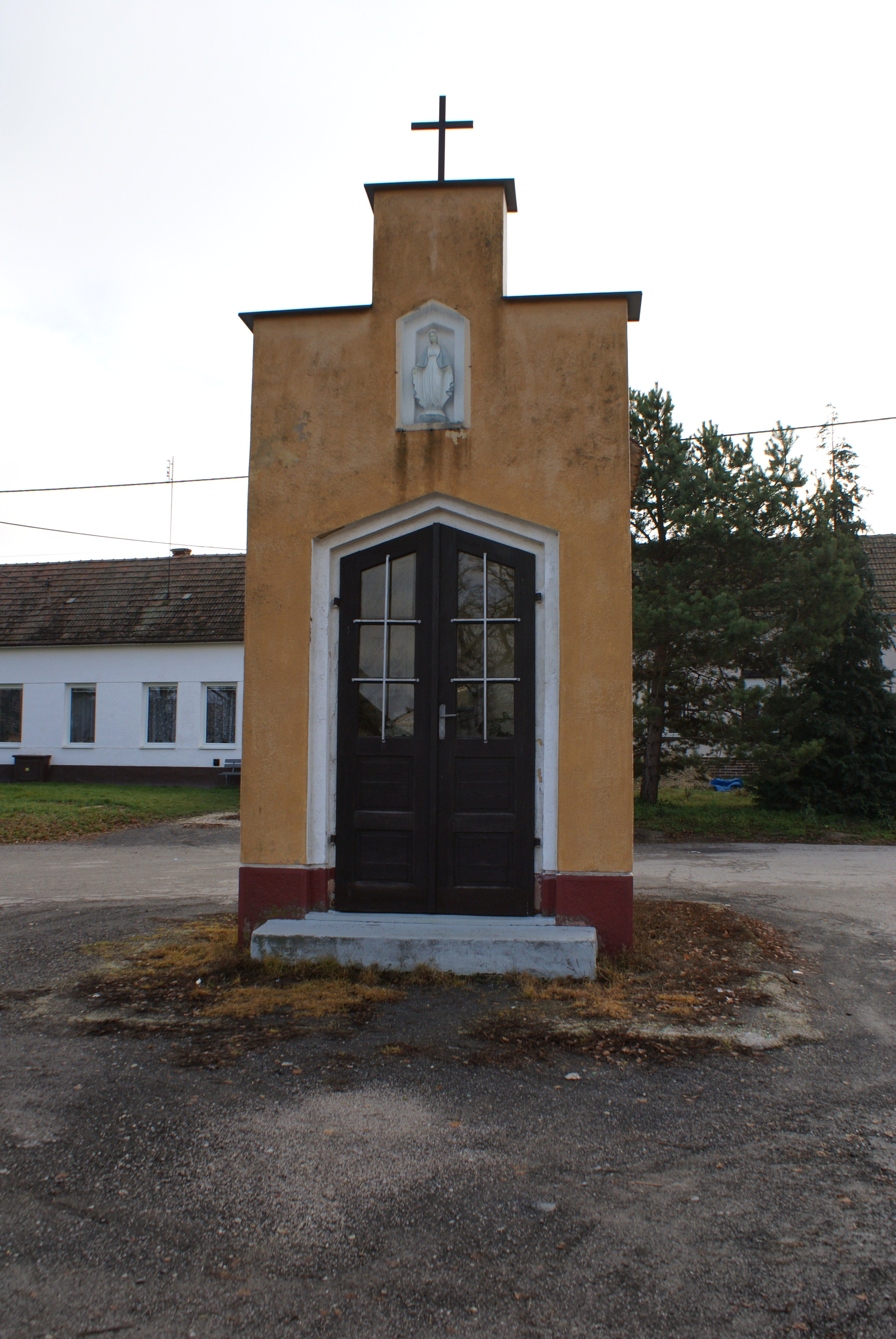
Kaplička
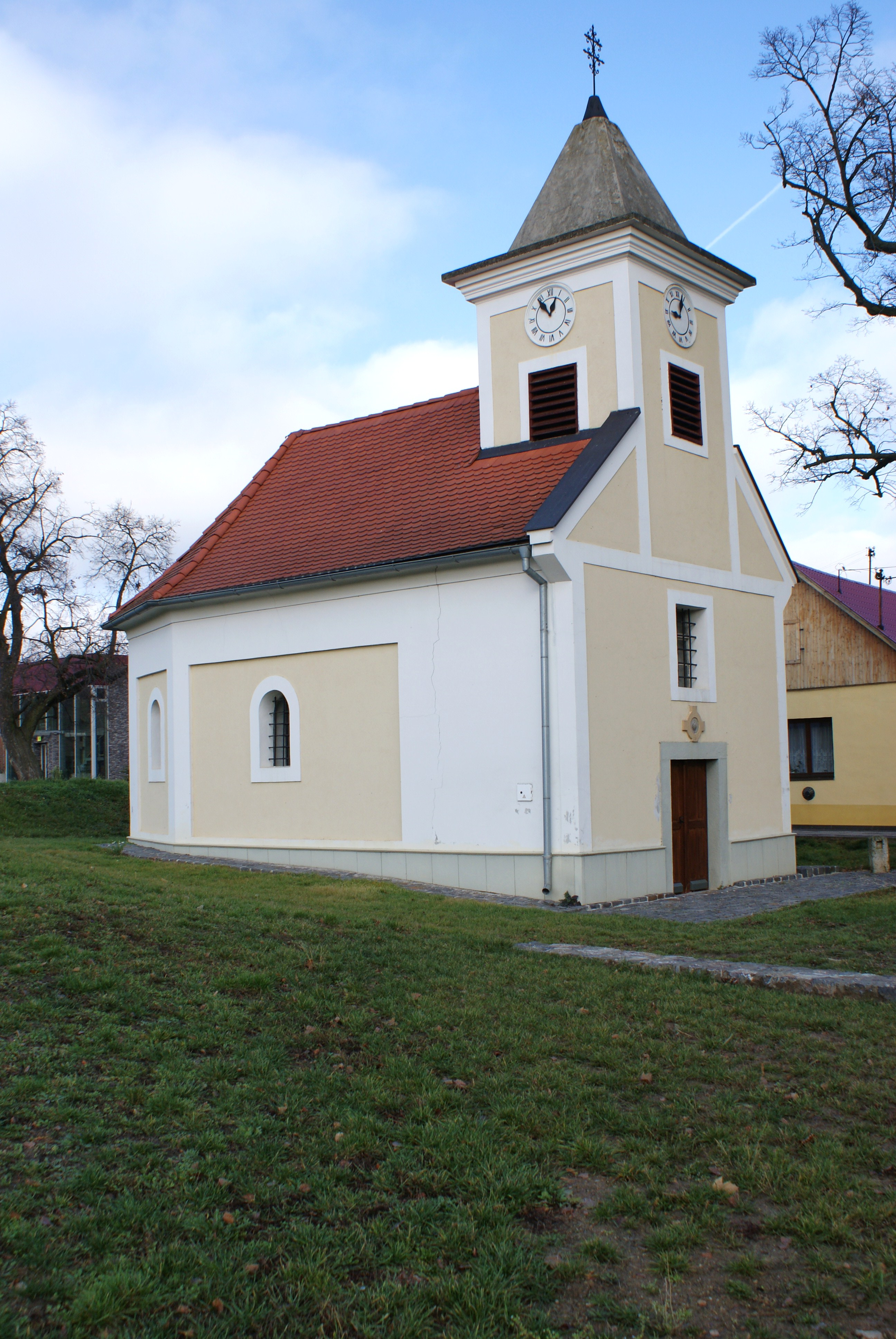
Kaplička č.2